# Limúlids
Els limúlids (Limulidae) són una família d’animals d’aigües marines o salobres que pertanyen al subembrancament dels quelicerats, igual que les aranyes i els escorpins. Es tracta de l'única família vivent de l'ordre dels xifosurs.

## Particularitats
Es consideren fòssils vivent i els fòssils més antics que es coneixen de la família són de l'Ordovicià. Es troben en aigües poc profundes amb fons sorrencs i fangosos, distribuïts en les costes de Florida, Yucatán i Campeche. Es tracta d’organismes que viuen al fons d’estuaris on s'enterren per tal de capturar cloïsses i altres invertebrats. Es troben amenaçats a alguns llocs a causa de la pesca excessiva i la destrucció d'hàbitat.

## Gèneres
- Gènere Carcinoscorpius
  - Carcinoscorpius rotundicauda, límula dels manglars
- Gènere Limulus
  - Limulus polyphemus, límula de l'Atlàntic
- Gènere Tachypleus
  - Tachypleus gigas, límula del litoral
  - Tachypleus tridentatus, límula del Japó